# Rue Edmond-Valentin
Rue Edmond-Valentin är en gata i Quartier du Gros-Caillou i Paris sjunde arrondissement. Gatan är uppkallad efter den franske politikern Marie-Edmond Valentin (1823–1879). Rue Edmond-Valentin börjar vid Avenue Bosquet 14 bis och slutar vid Avenue Rapp 23.

## Omgivningar
- Saint-Pierre-du-Gros-Caillou
- Passage de la Vierge
- Square Sédillot
- Avenue Bosquet
- Rue Pierre-Villey
- Passage Landrieu
- Rue Dupont-des-Loges
- Square Rapp

## Bilder
| - Gatuskylt. - Saint-Pierre-du-Gros-Caillou. - Square Rapp med fontän. |

## Kommunikationer
- Tunnelbana – linje  – Alma – Marceau
- Tunnelbana – linje  – École Militaire
- Busshållplats Bosquet – Saint-Dominique – Paris bussnät

### Webbkällor
- ”Rue Edmond-Valentin”. Mairie de Paris. https://web.archive.org/web/20150910070642/http://www.v2asp.paris.fr/commun/v2asp/v2/nomenclature_voies/Voieactu/3162.nom.htm. Läst 4 november 2023.
- ”Rue Edmond-Valentin (7ème arrondissement)”. Les rues de Paris. https://web.archive.org/web/20160409062442/http://www.parisrues.com/rues07/paris-07-rue-edmond-valentin.html. Läst 4 november 2023.